# Bernardino Soares
Bernardino José Torrão Soares (Lisboa, 15 de setembro de 1971) é um jurista e político português, ex-deputado à Assembleia da República Portuguesa e antigo Presidente da Câmara Municipal de Loures.

## Biografia
Licenciado em Direito, foi eleito à Assembleia de Freguesia de Camarate de 1993 a 1997 pela Coligação Democrática Unitária.
Foi deputado à Assembleia da República, pelo Partido Comunista Português, nas VII, VIII, IX, X e XI Legislaturas, sendo Líder do Grupo Parlamentar do PCP de 2001 a 2013, momento em que abandonou a Assembleia da República para ser candidato à Câmara Municipal de Loures.
Foi candidato e eleito pela CDU - Coligação Democrática Unitária, à Presidência da Câmara Municipal de Loures nas eleições autárquicas de 2013, de 2017 e de 2021 onde perdeu a presidência da Câmara Municipal de Loures para o socialista Ricardo Leão, terminando assim um ciclo de 8 anos de presidência CDU em Loures. Assumiu, no entanto, o mandato de vereador da Câmara Municipal de Loures entre outubro de 2021 e janeiro de 2022, data em que renunciou ao mandato.
Ao nível partidário, assume desde 2021 a coordenação política do PCP para a área da saúde. Desde outubro de 2021, é comentador político da CNN Portugal.

### Militante comunista
Integra a Comissão Política do Comité Central do Partido Comunista Português. Antes disso foi militante e dirigente nacional da Juventude Comunista Portuguesa (até 1999).

### Vida familiar
Tem uma filha de 22 anos (Matilde Soares, 1998) e um filho de 5 (Francisco Soares, 2015). Em 2016 cumpriu a licença de paternidade relativo ao último filho.